# Стоян Чакъров
Стоян Маринов Чакъров е български професор, лекар, уролог, първи ръководител на Катедра „Обща медицина“ в МУ-София.

## Биография
Стоян Чакъров е роден на 1 октомври 1941 г.
През 1968 г. завършва медицина във Медицински университет (София). Има признати специалности по урология от 1976 г. и по обща медицина от 2004 г. Специализира в Германия, Холандия, Австрия, Франция. В периодите 1994 – 2000 г. и 2005 – 2011 г. е национален консултант по урология.  През 2005 г. придобива професорска степен по урология.
Умира през юли 2016 г. в София.

## Награди
- Лекар на годината – Годишна награда на Българския лекарски съюз (2004 г.)
- Лекар на България – Годишна награда на Министерството на здравеопазването (2005 г.)
- Почетен плакет на УМБАЛ „Света Анна“, София (2006 г.)
- Сребърен плакет на Българска академия на науките и изкуствата (2007 г., 2012 г.)

## Приноси в българската медицина
През 1992 г. създава собствена операция „Orthotopic „St.Ann“ за заместване на пикочния мехур след премахването му поради напреднал рак. По този метод е оперирал над 240 пациенти. През 1995 г. въвежда за първи път в България откритата радикална ретропубична простатектомия при лечение на рака на простатата.

## Обществена дейност
Общински съветник в София за периода 2003 – 2007 г. , председател на Комисията по здравеопазване и социална политика.
Решение №201 от 21.03.2011 г. на Комисията за разкриване на документите и за обявяване на принадлежност на български граждани към Държавна сигурност и разузнавателните служби на Българската народна армия го добавя към сътрудниците на Държавна сигурност. За периода 1976 – 1978 г. е секретен сътрудник на първо главно управление с псевдонима Чудомир